# جسر ستوربيلت
يعد جسر ستوربيلت  أو جسر الحزام الكبير الثابت (بالدنماركية: Storebæltsforbindelsen) هو رابط ثابت يربط بين الجزر الدنماركية زيلاند وفونين عبر الحزام الكبير في بحر البلطيق. وهو يتكون من جزئين: جسر معلق ونفق للسكة الحديدية تحت البحر بين جزيرتي زيلاند وسبروج، بالإضافة إلى جسر العارضة المربعة بين سبروج وفونين. يشير «جسر ستوربيلت » (بالدنماركية: Storebæltsbroen) عادةً إلى الجسر المعلق، على الرغم من إمكانية استخدام الاسم للإشارة للجسر نفسه أو ما يربتبط به من نفق بأكمله. ويعتبر الجسر المعلق، المعروف باسم جسر الشرق، هو ثالث أطول الجسور المعلقة في العالم (1.6 كيلومتر بين الركيزتين الرئيسيتين)، وأطولها في خارج آسيا. ولقد قام بتصميمه المكتب المعماري الدنماركي «ديسينغ + وتيلينغ».
وقد حل الجسر محل العبّارات البحرية للحزام الكبير التي كانت الوسيلة الرئيسية لعبور «الحزام الكبير». وبعد أكثر من خمسة عقود من التخطيط والمناقشات، تم اتخاذ القرار ببناء الجسر عام 1986. وفي حين أن النية الأساسية كانت تتجه نحو استكمال طريق السكة الحديدية خلال ثلاث سنوات قبل افتتاح الطريق البري، إلا أنه تم فتح الطريق لحركة السكك الحديدية عام 1997 وللحركة المرورية عام 1998. وذلك بتكلفة تُقدَّر بحوالي 21.4 مليار كرونة دنماركية (DKK) (بسعر عام 1988). ويعتبر هذا الجسر أكبر مشروع بنائي في تاريخ الدنمارك.
ويتم تشغيل وصيانة هذا الجسر عن طريق شركة إيه إس ستوربيلت (A/S Storebælt) التابعة لشركة Sund & Bælt. كما تُموَّل عمليات البناء والصيانة عن طريق الرسوم المرورية التي يتم فرضها على السيارات والقطارات.
ولقد خفض الجسر وقت السفر بشكلٍ ملحوظ، حيث كانت تستغرق المسافة سابقًا حوالي ساعة عن طريق العبّارة، ولكن الآن يمكن قطع جسر الحزام العظيم في عشر دقائق ومن دون انتظار للعبارة. ويمكن الآن بعد بناء كل من جسر ستوربيلت وجسر أوريسوند (Øresund) من القيادة من البر الرئيسي لقارة أوروبا إلى السويد وباقي الدول الإسكندنافية عن طريق الدنمارك؛ بالإضافة إلى وجود بديل آخر، ألا وهو الطريق البري المار بفنلندا ولكنه طريقٌ طويل بشكلٍ ملحوظ. ولا يُسمح لراكبي الدراجات باستخدام الجسر، ولكن يمكنهم نقل دراجاتهم بالقطار أو بحافلة.

## التاريخ

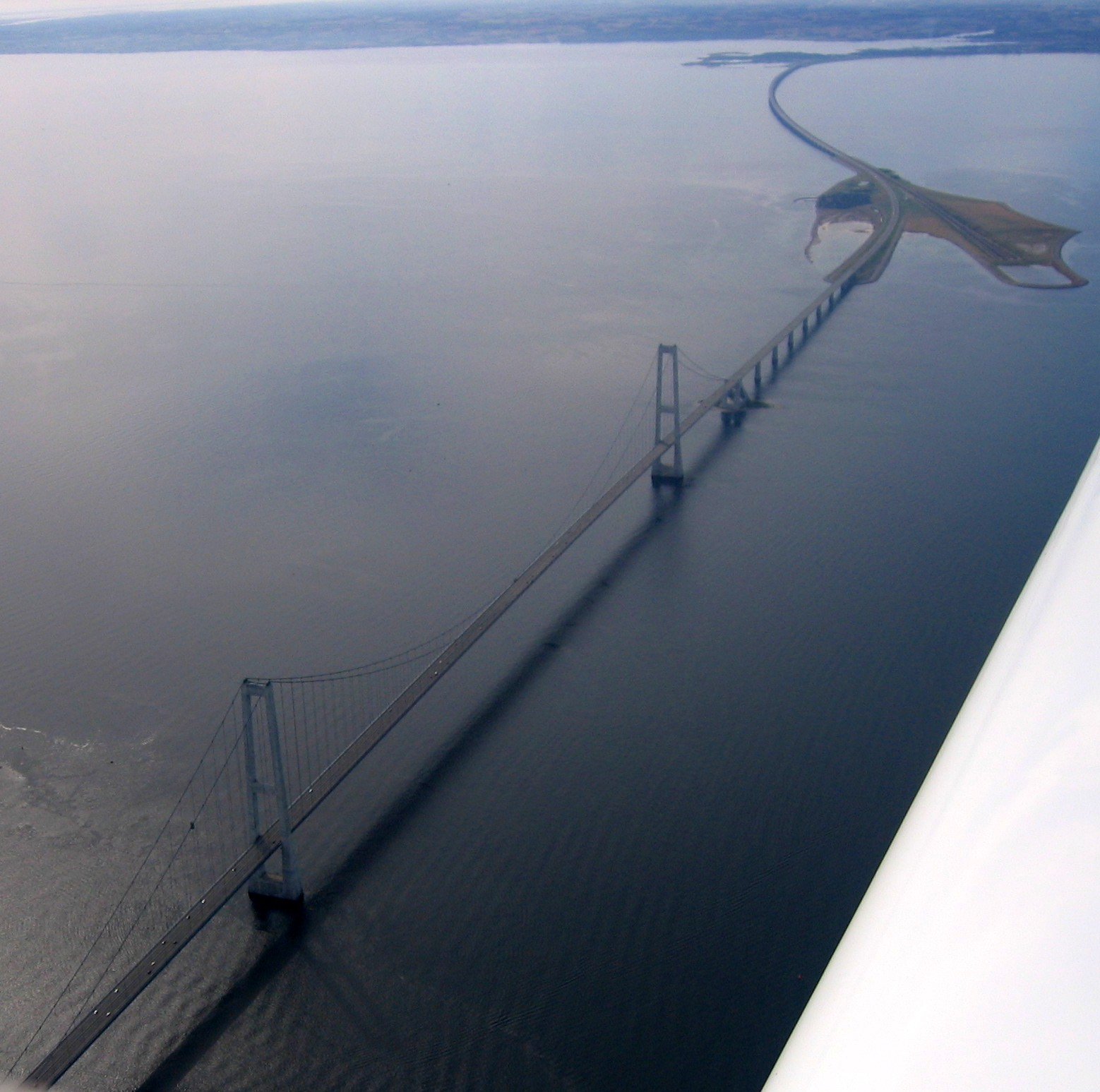
منظر علوي لجسر الشرق.

دخلت عبّارات الحزام الكبير الخدمة بين المدن الساحلية كورسور ونيبورغ عام 1883 لتربط خطوط السكك الحديدية على جانبي الحزام. وفي عام 1957، انتقلت الحركة المرورية إلى طريق هالسكوف–كنودشوفد (Halsskov–Knudshoved) بحوالي 1.5 كيلومتر إلى الشمال وعلى مقربة من الجسر الثابت في العصر الحديث.
ولقد تم تقديم مسودات بناء للجسر الثابت في وقتٍ مبكر من عام 1850، مع ظهور عدة اقتراحات في العقود التالية. قدمت السكك الحديدية الدنماركية، والمسؤولة عن خدمة العبّارات، خططًا للجسر عام 1934. وفي عام 1948، شكلت وزارة الأشغال العامة (حاليًا وزارة النقل) لجنة للتحقيق في الآثار المترتبة على بناء الجسر الثابت.
صدر أول قانون بشأن الجسر الثابت عام 1973، ولكن تم وقف المشروع عام 1978 بعد مطالبة حزب اليسار (الليبرالي) بتأجيل أوجه الإنفاق العام المتعددة. وتم التوصل إلى اتفاقٍ سياسي باستئناف العمل عام 1986، وتمرير قانون البناء (بالدنماركية: anlægslov)‏ عام 1987.
وفي نهاية المطاف قام مكتب الهندسة المعمارية ديسينغ+وتيلينغ بتنفيذ التصميم بالاشتراك مع الشركة الهندسية «كوي ايه/إس» (COWI A/S).
بدأ بناء جسر الحزام الثابت الكبير عام 1988. وفي عام 1991، قامت فنلندا برفع دعوى قضائية ضد الدنمارك بمحكمة العدل الدولية بحجة أن وحدات الحفر البحرية الفنلندية المتنقلة لا يمكنها المرور أسفل الجسر. تم التفاوض بين البلدين على تعويض مالي قدره تسعون مليون كرونة دنماركية فقامت فنلندا بسحب الدعوى.

## البناء
أصبح بناء الجسر الثابت عبر الحزام الكبير أكبر مشروع بنيوي في تاريخ الدنمارك. ومن أجل ربط جزيرتي هالسكوف وزيلاند مع نودشوفد وفين، كان يجب مد ثمانية عشر كيلومترًا من ناحية الغرب، وبناء اتجاهين للسكة الحديدية، وأربع حارات للسيارات مصطفة بطريق الجزيرة الصغيرة سبروج في منتصف الحزام الكبير. وبصورةٍ عامة، يتألف المشروع من ثلاث مهمات بنائية مختلفة؛: جسر الشرق للنقل البري، ونفق الشرق للنقل بالسكك الحديدية، وجسر الغرب للنقل البري والسكك الحديدية معًا. قام بتنفيذ أعمال البناء مقاولو شركة ساندلينك (Sundlink) بالاتحاد مع شركات سكانسكا (Skanska)، هوشتيف (Hochtief)، وهوتشجارد وشولتز (الذين قاموا ببناء جسر الغرب) ومونبرج وتورسن (الذين قاموا ببناء الجزء الممتد لثمانِ كيلومترات أسفل الحزام الكبير). أما أعمال رفع العناصر ووضعها فقد قامت بتنفيذها شركة بالاست نيدام (Ballast Nedam) باستخدام رافعة عائمة.

### جسر الشرق
تم بناء جسر الشرق بين عامي 1991 و1998، وهو، (يُعرَف أيضًا باسم Østbroen)، طريق على هيئة جسر معلق بين هالسكوف وسبروج. ويبلغ طوله 6,790 متر (22,277 قدم) ويمتد إلى 1,624 متر (5,328 قدم)، مما يجعله ثالث أطول جسر معلق ممتد في العالم يتفوق عليه فقط جسر أكاشي كايكيو(Akashi Kaikyō) وجسر زيهومن(Xihoumen). وقد تم افتتاح جسر أكاشي-كايكيو قبل افتتاح جسر الشرق بشهرين. حيث كان مُقررًا اكتمال جسر الشرق في الموعد المناسب وافتتاحه كأطول جسر، ولكن تأجل ذلك فتم افتتاحه كثاني أطول جسر. ويبلغ الارتفاع الرأسي المسموح به لعبور السفينة 65 متر (213 قدم)، مما يعني أن أكبر سفينة سياحية في العالم يمكنها المرور أسفل الجسر.
وعلى ارتفاع 254 متر (833 قدم) فوق مستوى سطح البحر، يعد بُرجا أسلاك الجسر هما أعلى نقطتين من الهياكل الصلبة في الدنمارك. (بعض أبراج البث الإذاعي فقط مثل جهاز إرسال توميراب (Tommerup) تكون أكثر طولاً.)
وللحفاظ على الكابلات الرئيسية مشدودة، يتم وضع هيكل لمرفأ على كل جانب من الجسر تحت سطح الطريق. وبالإضافة إلى ذلك، يتم وضع تسعة عشر عمودًا خرسانيًا (اثنا عشر عمودًا على جانب جزيرة زيلاند وسبعة على جزيرة سبورج)، يتم الفصل بين كلٍ منهم بمسافة تصل إلى 193 متر (633 قدم) لحمل سطح الطريق خارج المسافة بين دعامتي الجسر.

### جسر الغرب
جسر الغرب (يُسمى أيضًا فيستبرون Vestbroen) هو جسر ذو عارضة مربعة يقع بين سبروج وكنودشوفد. ويبلغ طوله 6,611 متر (21,690 قدم) وله ارتفاع رأسي يسمح بمرور السفن يصل إلى 18 متر (59 قدم). كما أنه يتكون في الأساس من جسرين منفصلين متجاورين فوق المياه. يحمل الجسر الشمالي حركة السكة الحديدية، بينما يحمل الجسر الجنوبي الحركة المرورية للسيارات. ومع ذلك، تستند ركائز الجسرين على أساسات مشتركة تحت مستوى سطح البحر. ولقد تم بناء جسر الغرب بين عامي 1988 و1994، ويتكون سطح الطريق/السكة الحديدية من ثلاثة وستين قسمًا مدعمًا باثنين وستين عمودًا.

### النفق
يبلغ طول الأنبوبين المجوفين لنفق الشرق (Østtunnelen) حوالي 8,024 متر (4.986 ميل) لكلٍ منهما. ويتكون كل نفق من 31 أنبوب ً بطول 250 متر (820 قدم) على التوالي. كما تم تركيب المعدات اللازمة لتشغيل القطارات في الأنفاق في الأنفاق المُوصّلة. وتعد أيضًا الأنفاق الموصلة بمثابة طرق يمكن استخدامها للهروب في حالات الطوارئ.
ولقد كان هناك تأجيلات وتجاوزات في تكاليف بناء النفق. حيث كان مُقررًا فتح النفق أمام الحركة المرورية عام 1993، مع إعطاء الأفضلية للقطارات بعد ثلاث سنوات من حركة المرور على الطريق. وفي الواقع، بدأت حركة القطارات عام 1997، وحركة المرور على الطرق عام 1998. وأثناء عملية تشييد الأنفاق، حدث ارتداد في قاع البحر فغمرت المياه واحدة من أنابيب النفق. استمرت المياه في الارتفاع حتى وصلت إلى نهاية جزيرة سبروج، وهناك واصلت ارتفاعها إلى أنابيب النفق الأخرى (التي ما زالت جافة). وبالتالي أتلفت المياه اثنتين من أصل أربع آلات لحفر الأنفاق، ولكن لم يصب أحدٌ من العمال. وبوضع طبقة من الطمي في قاع البحر يمكن تجفيف الأنفاق بهذه الطريقة فقط. لقد تم إصلاح الآلتين اللتين تعرضتا للتلف، كما تم البدء في معظم عمليات شق النفق من ناحية جزيرة سبروج. كما قامت آلات حفر النفق من جهة جزيرة زيلاند بالحفر في التربة القاسية وأحرزت تقدمًا نسبيًا. ولقد أدى نشوب حريقٍ هائل في يونيو عام 1994 في واحدة من الآلات التي تعمل في زيلاند إلى توقف العمل في هذا الطريق، وتم الانتهاء من الأنفاق عن طريق الآلتين المستخدمتين في سبروج.
وتعرض حوالي 320 من العمال في الهواء المضغوط إلى ضغط بنسبة 9018 في أربع آلات لحفر الأنفاق. وتسبب هذا المشروع في حادث بنسبة مرض إزالة الضغط تصل إلى 0.14% مع وجود عاملين يعانيان من أعراض مزمنة طويلة المدى.

## الآثار المرورية
قبل افتتاح الجسر، كانت حوالي 8,000 سيارة تستخدم السفن العبّارة عبر الحزام الكبير كل يوم. وفي عام 2008، استخدمت حوالي 30,200 سيارةٍ الجسر في السفر كل يوم. هذه الزيادة في حجم الحركة المرورية يتسبب فيها جزئيًا كل من النمو العام في حركة المرور، وحجم التحول في السير المروري من خدمات العبارات والخدمات الجوية، وأخيرًا، ما يُسمى بالقفزة المرورية، وهي الحركة المرورية الجديدة التي تنشأ عن تحسين سبل الراحة والتسهيلات، بالإضافة إلى انخفاض سعر عبور جسر الحزام الكبير.
أدى هذا الجسر إلى توفير كبير في الوقت للمسافرين بين شرق الدنمارك وغربها. حيث كانت تستغرق عملية عبور الجسر سابقًا باستخدام السيارة التي تحملها العبّارة حوالي ساعة ونصف في المتوسط، بما في ذلك فترة الانتظار في الموانئ. كما يستغرق الأمر وقتًا أطول بكثير خلال أوقات الذروة مثل عطلات نهاية الأسبوع وخلال فترة الإجازات. وبافتتاح جسر الحزام الكبير، تستغرق الرحلة الآن ما بين عشر دقائق وخمس عشرة دقيقةً.
وبالنسبة لهؤلاء الذين يسافرون عن طريق القطار، يعتبر الأمر موفرًا أيضًا للوقت بشكلٍ كبير، حيث انخفضت مدة الرحلة حوالي ساعة، كما توجد أيضًا مقاعد متاحة أكثر من ذي قبل؛ بسبب إمكانية إضافة المزيد من عربات السكك الحديدية للقطار، وفي ذلك الحين ليس بالضروري أن يتلاءم القطار مع العبّارة. ولقد ارتفعت الطاقة الاستيعابية للمقاعد الإجمالية التي تقدمها الشركة الدنماركية الحكومية للسكك الحديدية (DSB) عبر جسر الحزام الكبير في يوم من أيام الأربعاء الاعتيادية من 11,060 مقعدًا إلى 37,490 مقعدًا. وتتجاوز الطاقة الاستيعابية للمقاعد في أيام الجمعة 40,000 مقعد.
وتُبين الفترات الآتية أقصر أوقات السفر، وهي على النحو التالي:: كوبنهاغن - و؛أودنسه ساعة وخمس عشرة دقيقةً، كوبنهاغن - و؛آرهوس ساعتان وثلاثون دقيقةً، كوبنهاغن - و؛آلبورغ ثلاث ساعات وخمس وخمسون دقيقةً، وكوبنهاغن - و؛إسبيرغ ساعتان وخمس وثلاثون دقيقةً.
ولقد توقفت الرحلات الجوية بين كوبنهاغن وأودنسه، وبين كوبنهاغن وإسبيرغ. ويعد القطار الآن صاحب أكبر حصة في السوق بين كوبنهاغن وآرهوس.
وبجانب جسر أوريسند، يتيح الجسر اتصالاً ثابتًا ومباشرًا بين غرب أوروبا القارية وشمال الدول الإسكندنافية، لتربط في النهاية جميع أنحاء الاتحاد الأوروبي باستثناء أيرلندا، ومالطا، وقبرص، والجزر النائية. ولا يزال معظم الناس في جزيرة زيلاند يفضلون استخدام العبّارة بين بوتجاردن ورودباي،(Rødby Puttgarden) باعتبارها أقصر بكثير في المسافة، كما أنها توفر فترة الراحة اللازمة لأولئك الذين يسافرون لمسافاتٍ بعيدة.[بحاجة لمصدر]
وبالنسبة لقطارات البضائع، تمثل الروابط الثابتة تقدمًا كبيرًا. فيمكن أن تذهب قطارات البضائع بين السويد وألمانيا، كذلك بين السويد والمملكة المتحدة. ولا يزال نظام العبّارة مُستخدمًا إلى حدٍ ما بين السويد وألمانيا، وذلك بسبب القدرة المحدودة للسكك الحديدية، بالإضافة إلى الحركة المرورية الكثيفة لنقل الركاب على الجسور وبعض السكك الحديدية ذات المسار الواحد في جنوب الدنمارك وشمال ألمانيا.
وبالنسبة لقطارات الركاب بين كوبنهاغن وألمانيا، يتم استخدام جسر الحزام الكبير للقطارات الليلية التي تعد طويلةً جدًا بدرجة يصعُب على العبّارة استيعابها. أما القطارات النهارية على طريق كوبنهاغن - هامبورغ، فلا تزال عبارات حزام فيهمارن مستخدمةً فيها مع قطارات الديزل الصغيرة.
ومع ذلك، فإنه من المتوقع أن يكتمل حزام فيهمارن الثابت عام 2020 مع زيادة حركة الركاب والبضائع الدولية التي ستنتقل من جسر الحزام الكبير. هذا الطريق، الذي يعد أكثر مباشرةً، له تأثير في تقليص رحلة السكك الحديدية من هامبورغ إلى كوبنهاغن من خمس ساعات إلا ربع إلى ثلاث ساعات ونصف.

### حصيلة الرسوم

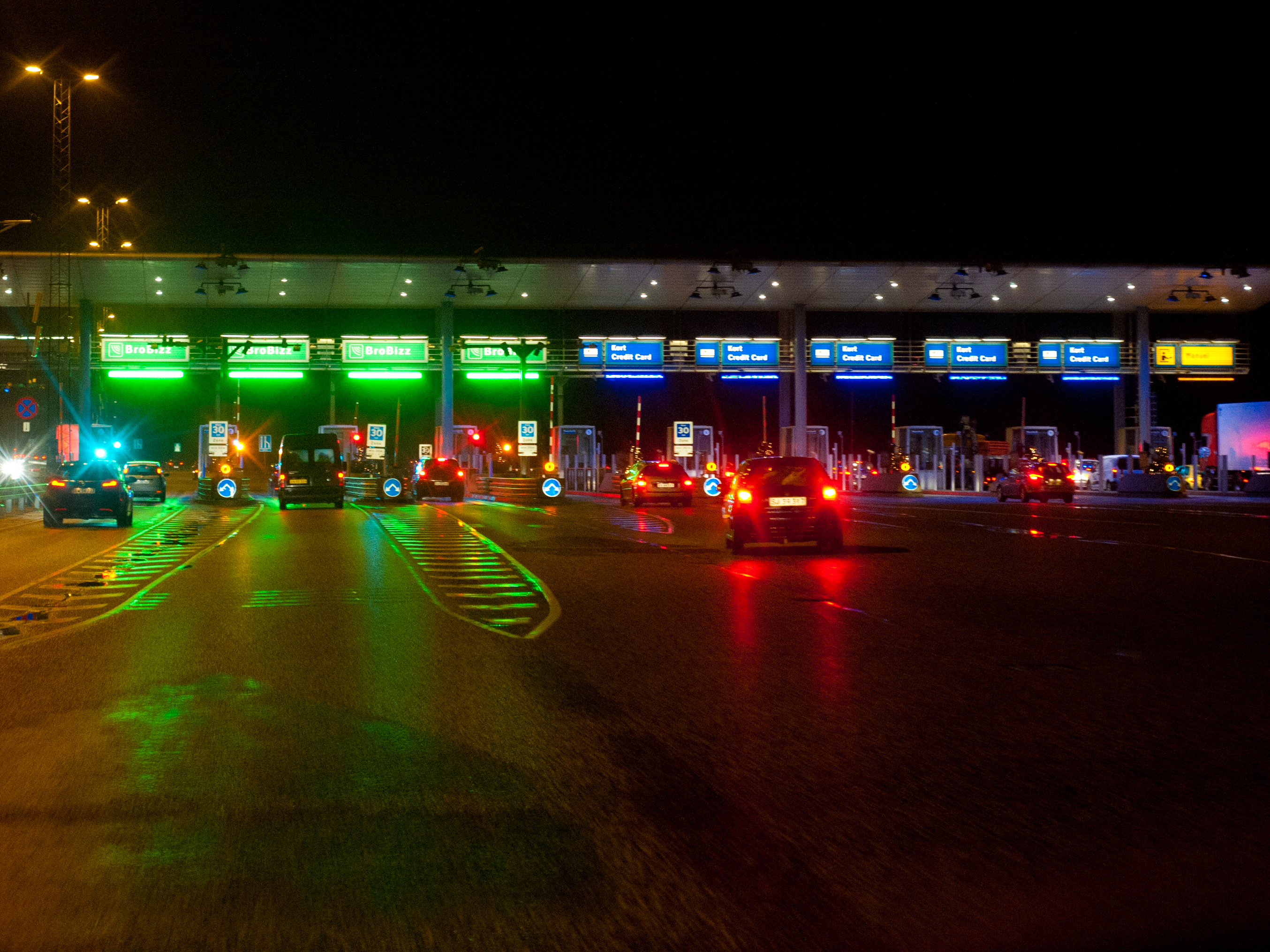
منطقة تحصيل الرسوم ليلاً. تكون كل كابينة مخصصة إما لدفع الرسوم إلكترونيا (الكبائن الخضراء)، أو ببطاقة الائتمان (الكبائن الزرقاء) أو الدفع اليدوي (الكبائن الصفراء)، على أساس الحمولة في كل طريقة من طرق الدفع.

واعتبارًا من عام 2011، كانت الرسوم المفروضة على القيادة عبر الجسر كما يلي:
| المركبات                                                                 | الجولة الواحدة               | العودة في يوم واحد | التنقل اليومي                                                                          |
| ------------------------------------------------------------------------ | ---------------------------- | ------------------ | -------------------------------------------------------------------------------------- |
| السيارة العادية                                                          | 230 كرونة دنماركية (32 يورو) | متفاوتة            | تُدفع في كل رحلة عبر جهاز الكتروني بروبيز (BroBizz) وخصم 5% للاستخدام الخاص             |
| الدراجة النارية                                                          | 120 كرونة دنماركية           | —                  | الدراجة النارية الفردية فقط. تركيبات المقطورة تُفرض عليها رسوم بقيمة 220 كرونة دنماركية |
| بيت متنقل على عجلات، 6 - 10 متر                                          | 350 كرونة دنماركية           | -                  |                                                                                        |
| حافلة سياحية 10- 20 متر                                                  | 1085 كرونة دنماركية          | قيمة غير مُعرّفة     | -                                                                                      |
| مقارنةً بالقطارات، أقصر طرق العبور الممكنة المارة بجسر (نيبورغ - كورسور): |                              |                    |                                                                                        |
| تذكرة القطار                                                             | 89 كرونة دنماركية            | 178 كرونة دنماركية | 1380 كرونة دنماركية/30 يومًا                                                            |

## الآثار البيئية
تعد الاعتبارات البيئية جزءًا لا يتجزأ من مشروع بناء الرابط الثابت عبر الحزام الكبير، كما أنها ذات أهمية حاسمة لاختيار تخطيط البناء وتصميمه. هذه الاعتبارات البيئية هي السبب وراء تأسيس الشركة المشرفة على صيانة الجسر (A/S) لبرنامج المراقبة البيئية عام 1988، وتدشين التعاون مع هيئات ومستشارين خارجيين لتحديد الشئون البيئية خلال أعمال البناء والمتطلبات المهنية لبرنامج المراقبة. هذا التعاون تم إعلانه بتقرير نُشِر في بداية عام 1997 بشأن البيئة في الحزام الكبير. انتهى التقرير إلى أن جودة البيئة البحرية ما زالت كما هي على الأقل قبل بدء أعمال البناء.
وفيما يتعلق بتدفق المياه، يجب على الحزام الكبير الامتثال لما يُدعى باسم الحل-صفر. ولقد تحقق ذلك عن طريق جعل أجزاء من الحزام الكبير أكثر عمقًا، لكي يزداد تدفق المياه عبر الأقسام. ويعوض هذا الحفر عن التأثير الاعتراضي الذي تتسبب فيه أبراج الأسلاك والانحدارات القريبة. وينتهي التقرير، فيما يتعلق بتدفق المياه، إلى أن نسبة تدفق المياه الآن في المستوى الذي كانت عليه قبل بناء الجسر تقريبًا.
ولقد أدى الرابط الثابت عبر الحزام الكبير إلى زيادة الحركة المرورية على الطريق؛ مما يعني بالتالي زيادة نسبة تلوث الهواء. ومع ذلك، فهناك توفير كبير في استهلاك الطاقة للحركة المرورية شرقًا وغربًا، عن طريق التحول من العبّارات إلى الرابط الثابت. وتستهلك عبارات القطارات والسيارات الكثير من الطاقة للدفع. كما تستهلك العبارات فائقة السرعة كميات كبيرة من الطاقة في السرعات العالية. هذا بالإضافة إلى النقل الجوي الذي يستهلك كميات عالية من الطاقة. وقد انخفضت الرحلات الجوية الداخلية حول الحزام الكبير بعد افتتاح الجسر، حيث يستخدم المسافرون، الذين كانوا يسافرون جوًا في السابق، القطارات والسيارات الخاصة الآن.
يظهر الاستهلاك الأكبر للطاقة عن طريق النقل بالعبّارات، على عكس النقل باستخدام الرابط الثابت، واضحًا عند مقارنة مسافات القيادة القصيرة من المناطق الواقعة مباشرةً شرق الرابط أو غربه. وبالنسبة لمسافات القيادة الأكثر طولاً، يظهر الاختلاف في استهلاك الطاقة أقل نسبيًا. ولكن أي وسيلة نقل داخل حدود الدنمارك تقطع الشرق والغرب عبر الرابط تُظهِر توفيرًا ملحوظًا في الطاقة.
وخلال عام 2009، تم إقامة سبعة توربينات ضخمة للرياح، فيستاس (Vestas) على الأرجح 3 ميجاوات بسعة إجمالية 21 ميجاوات، في البحر شمال جزيرة سبروج للإسهام في الاستهلاك الكهربائي لرابط الحزام الكبير. ويعتبر ارتفاع محور العجلة هو نفسه مستوى سطح الطريق للجسر المعلق تقريبًا. ولقد كان عرض رياح البحر في ديسمبر عام 2009 جزءًا من المشروع في اجتماع كوبنهاغن للمناخ.

## الحوادث
خلال أعمال البناء، تم الإبلاغ عن 479 حادثة متعلقة بالعمل، منها ما أسفر عن 53 إصابة خطيرة أو حالة وفاة. حيث تُوفي ما لا يقل عن سبعة عمال نتيجةً لحوادث العمل.
ولقد أدت حركة المرور في البحر إلى الاصطدام بجسر الغرب مرتين. فعندما كان الجسر ما زال تحت الإنشاء في الرابع عشر من ديسمبر عام 1993، انحرفت العبّارة إم/إف رومسو (M/F Romsø) عن مسارها بفعل الأحوال الجوية السيئة واصطدمت بجسر الغرب.
وفي الساعة السابعة مساءً: وسبع عشرة دقيقة في اليوم الثالث من شهر مارس عام 2005، ارتطمت سفينة الشحن إم/في كارين دانييلسن (MV Karen Danielsen) ذات حمولة تبلغ 3,500 طن بجسر الغرب على بعد 800 متر من جزيرة فين. توقفت حركة المرور على الجسر، مما يعني فعليًا تقسيم الدنمارك إلى قسمين. تم إعادة فتح الجسر بعد منتصف الليل بقليل، وذلك بعد سحب سفينة الشحن بسهولة، ولم يجد المفتشون أي أضرار هيكلية لحقت بالجسر.
ولم تتضح حالة جسر الشرق إلى الآن، على الرغم من أنه في يوم السادس عشر من مايو عام 2001، تم غلق الجسر لمدة عشر دقائق لأن سفينة الشحن الكمبوديةذات حمولة 27,000 طنٍ سفينة شحن بيللا (Bella) كانت متجهة مباشرة إلى أحد هياكل المرفأ. وغيرت السفينة مسارها بسبب رد الفعل السريع من القوات البحرية.
وفي يوم الخامس من يونيو عام 2006، اشتعلت النيران في سيارة من سيارات الصيانة في الجانب الشرقي من نفق السكة الحديدية حوالي الساعة التاسعة: والنصف مساءً. ولم يصب أحد، وفر أفراد الطاقم الثلاثة إلى النفق الآخَر. وتم إخماد الحريق قبل منتصف الليل بقليل، وتم رفع السيارة من النفق في اليوم التالي. واستُئنِفت حركة القطارات بسرعةٍ مخفضة في السادس من يونيو، وتمت إعادة الخدمة العادية في الثاني عشر من نفس الشهر عام 2006.

## معرض الصور

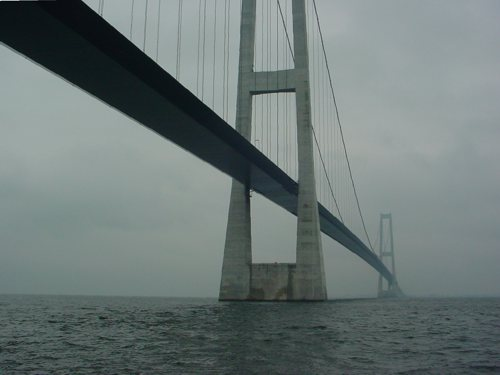
منظر علوي لجسر الشرق.
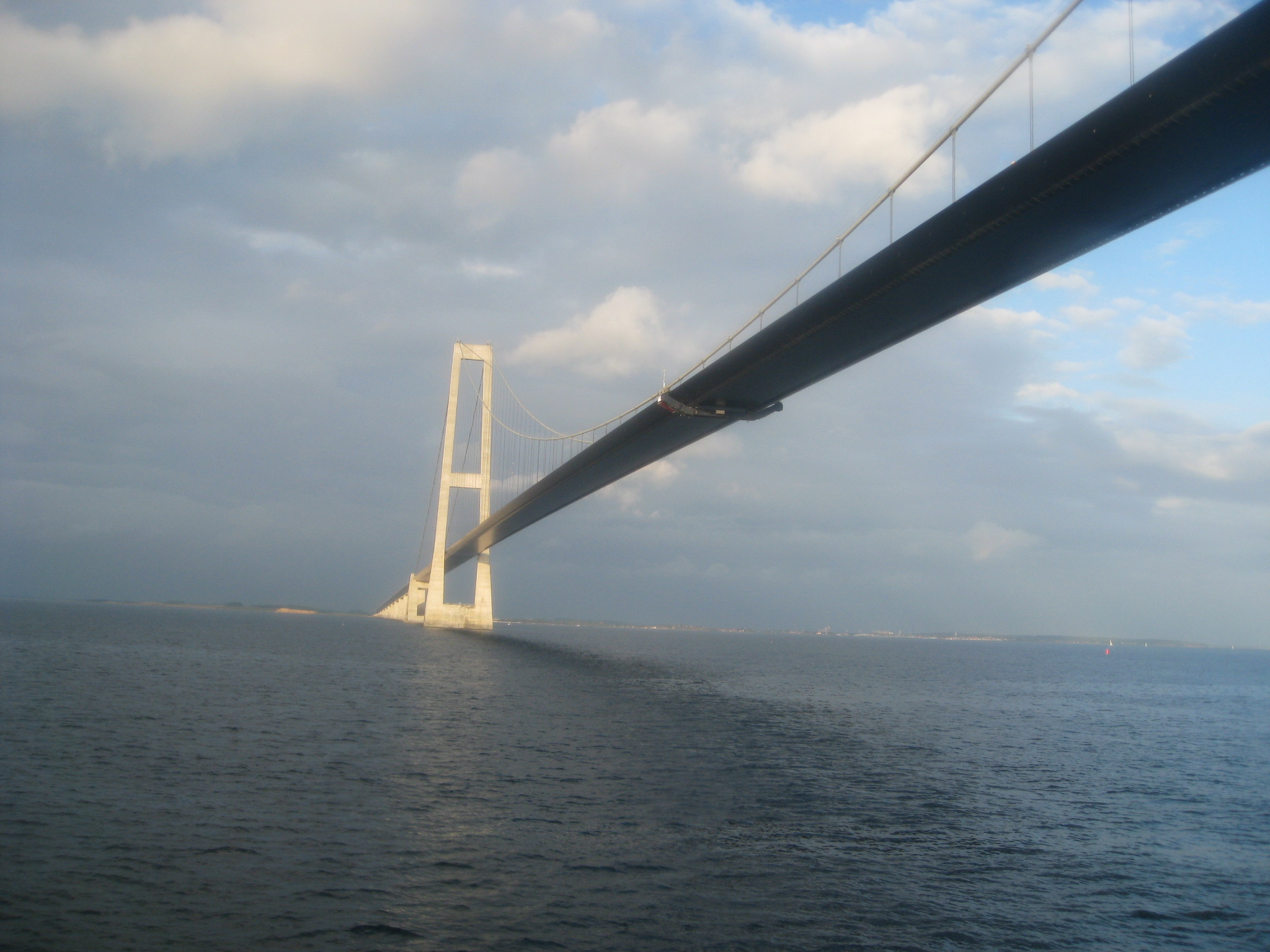
عرض من أسفل جسر الشرق نحو جنوب شرق كورسور.
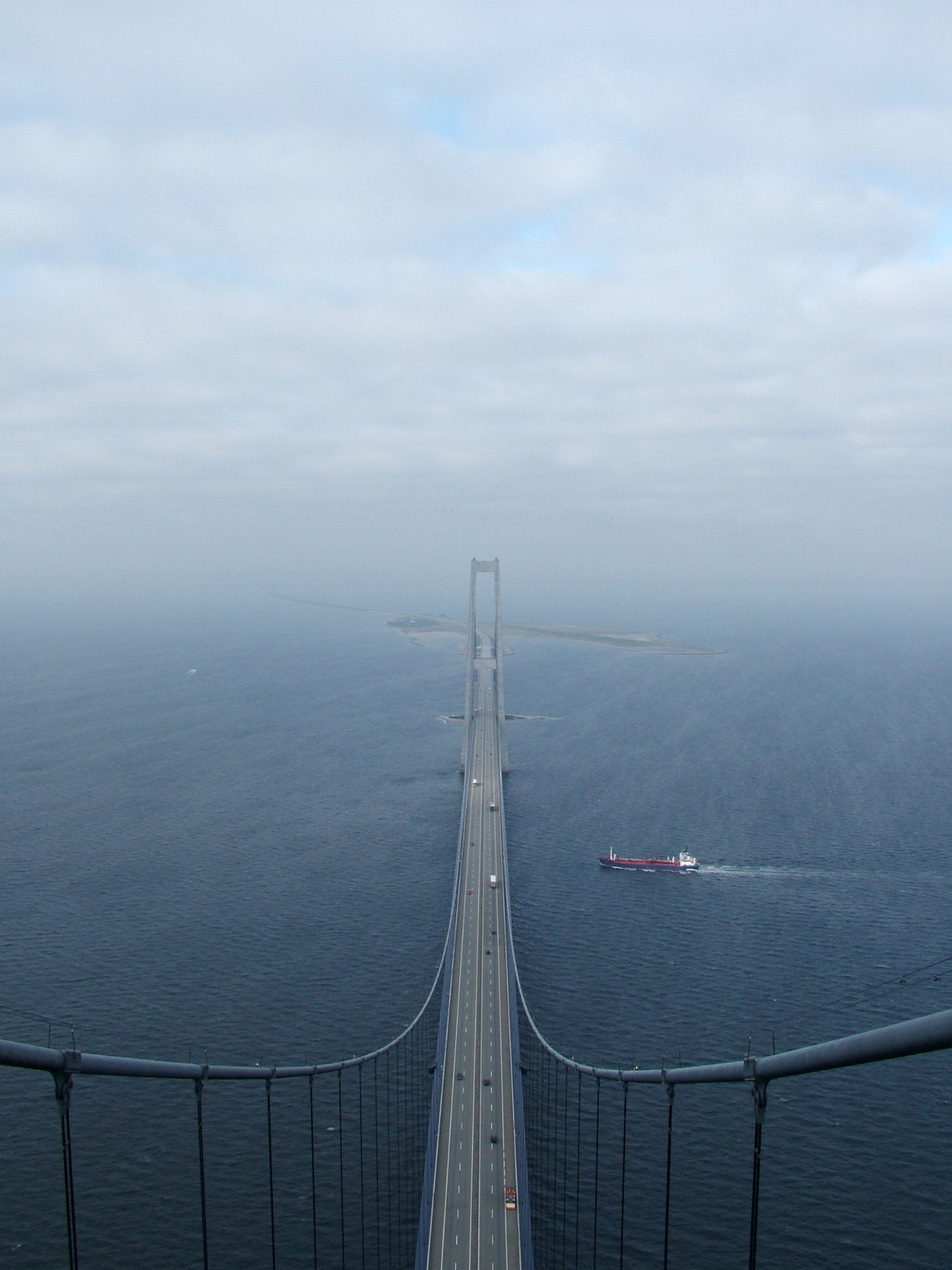
منظر علوي لجسر الشرق أعلى برج الأسلاك الشرقي.
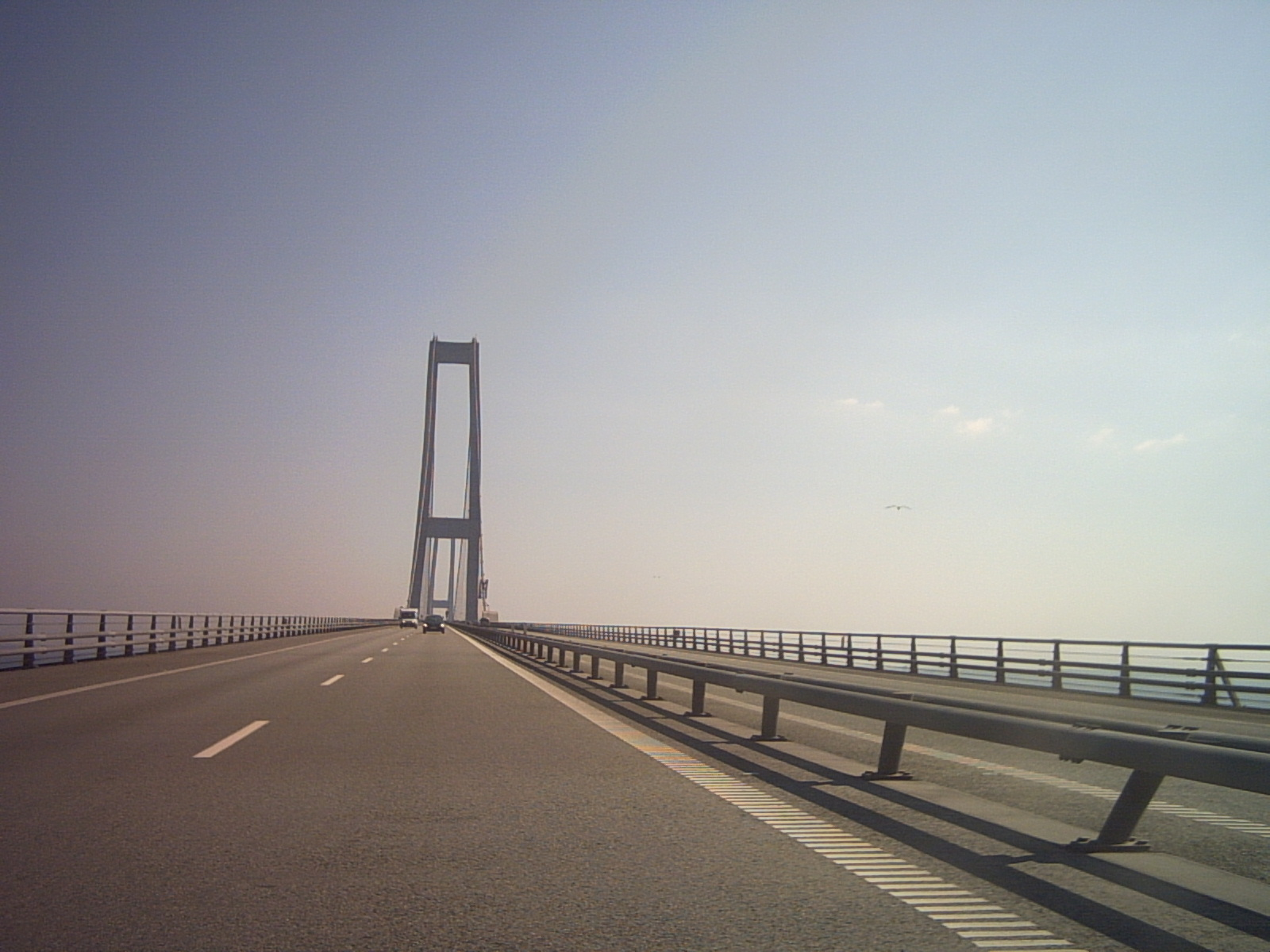
الجسر في يومٍ صافِ.
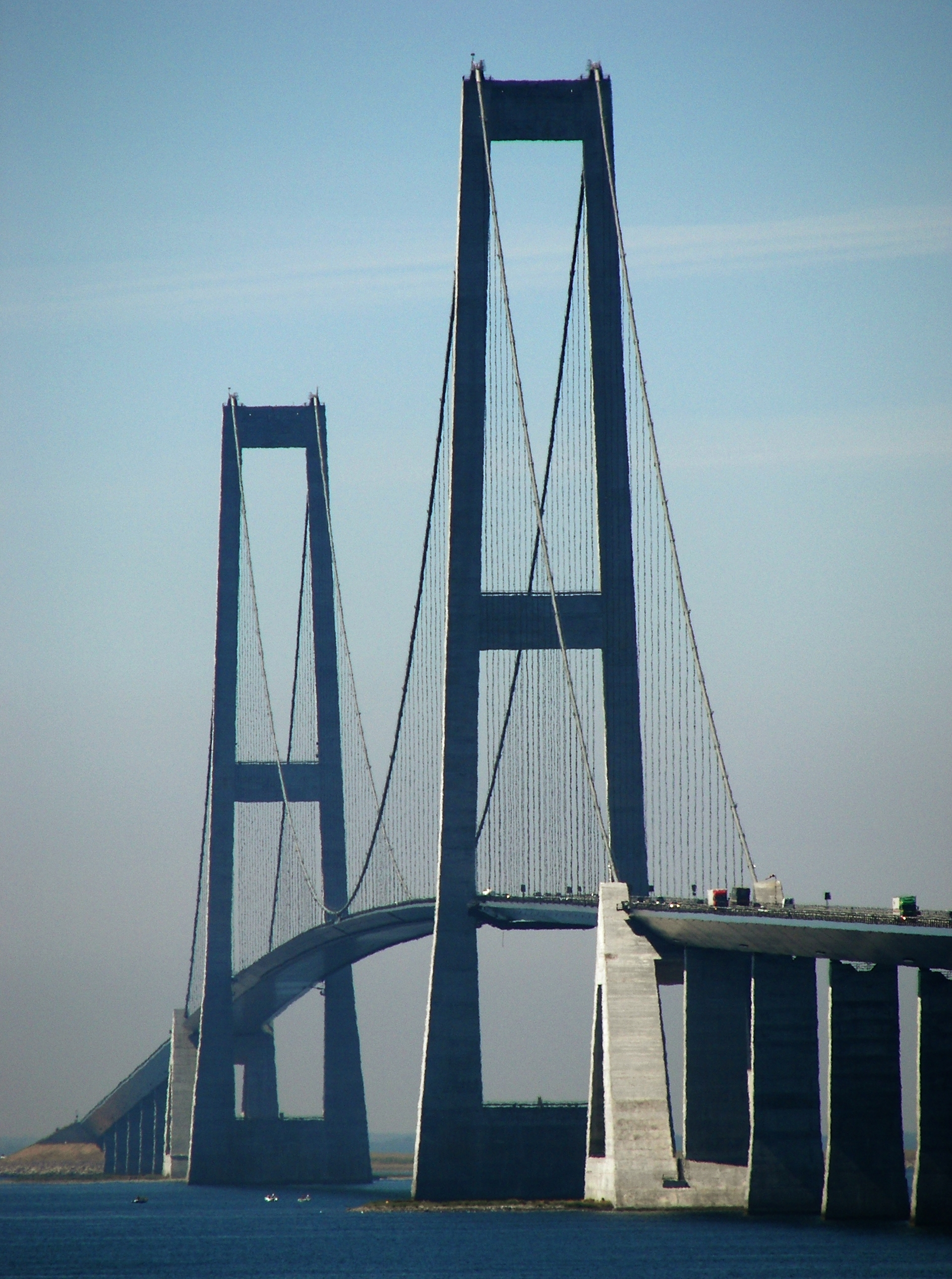
صورة مُقرّبة لبرجي الأسلاك.
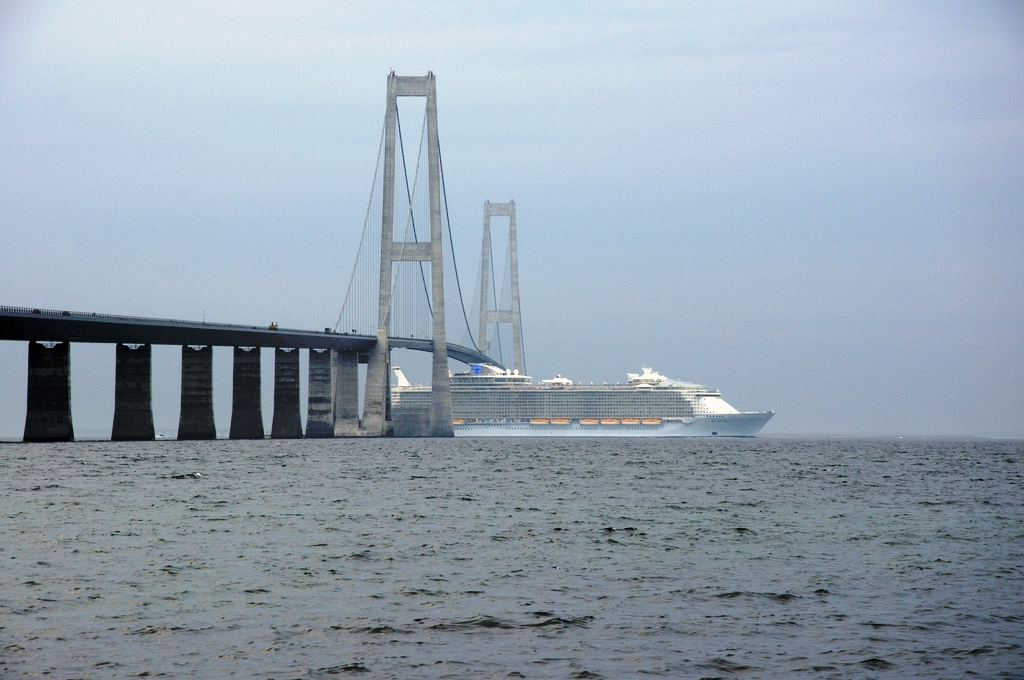
جاذبة البحار تعبر أسفل الجسر.
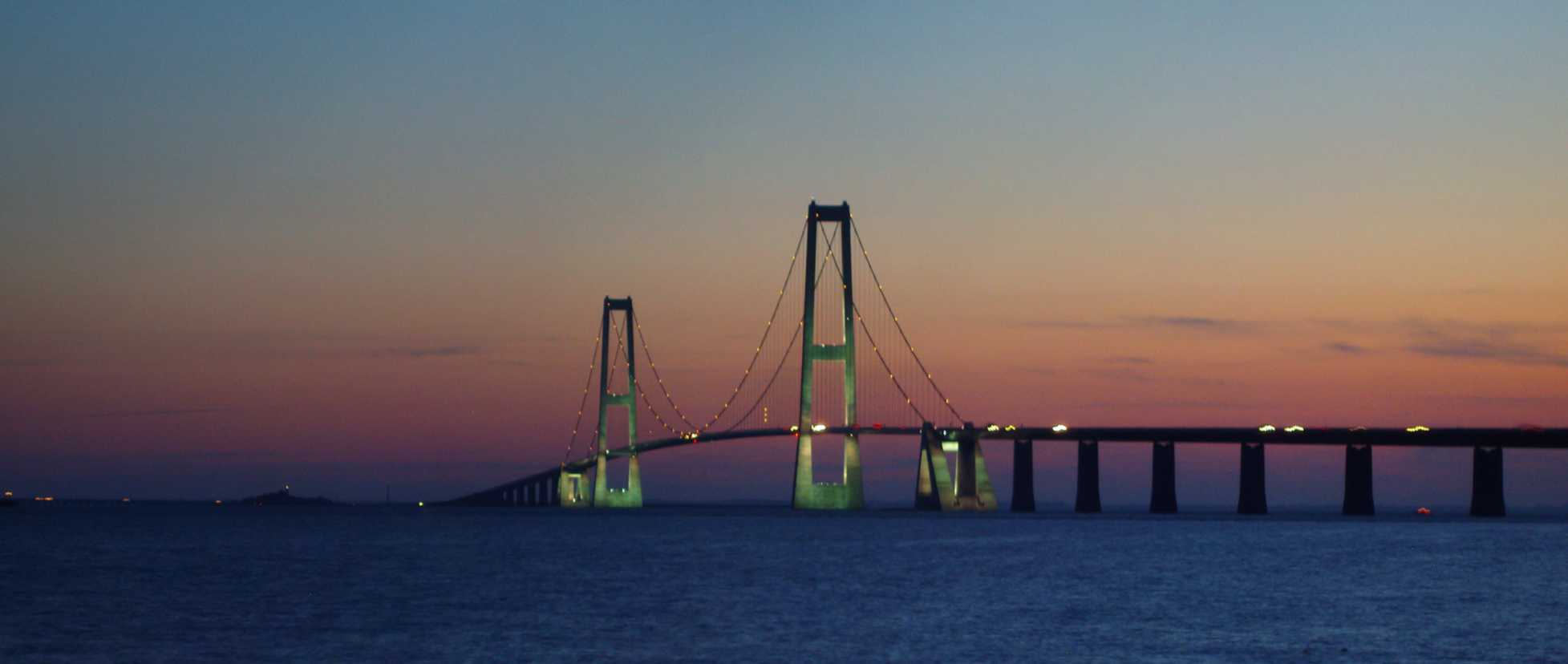
الجسر وقت الغروب.
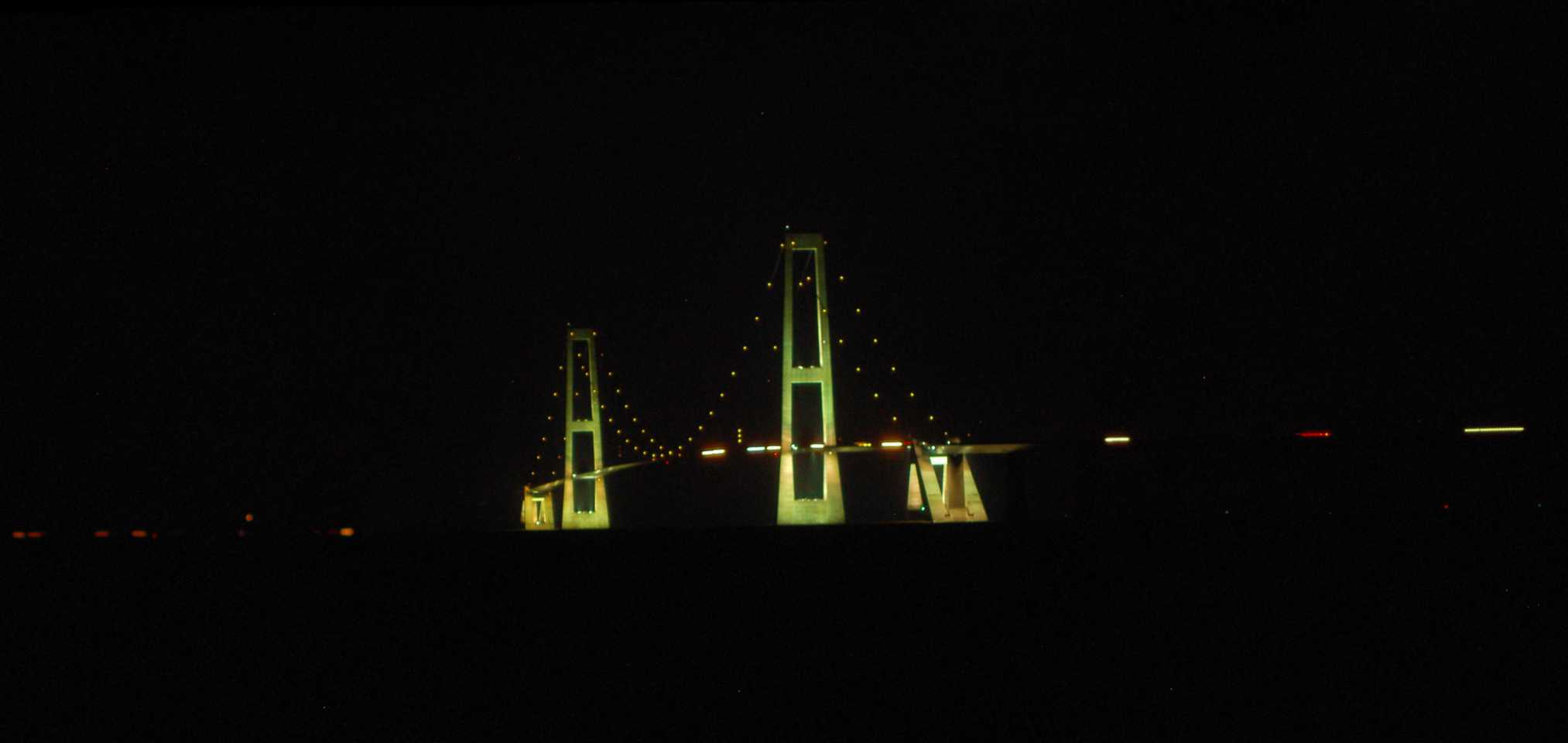
الجسر ليلًا.

## وصلات خارجية
- Great Belt Bridge
- Great Belt bridge on bridge-info.org
- Image نسخة محفوظة 16 يوليو 2012 على موقع واي باك مشين.
- Great Belt Fixed Link is at coordinates
- جسر ستوربيلت  على موقع ستركتر

- جسر ستوربيلت  على موقع ستركتر

- جسر ستوربيلت  على موقع ستركتر